# Tog (unité)
Pour les articles homonymes, voir TOG.

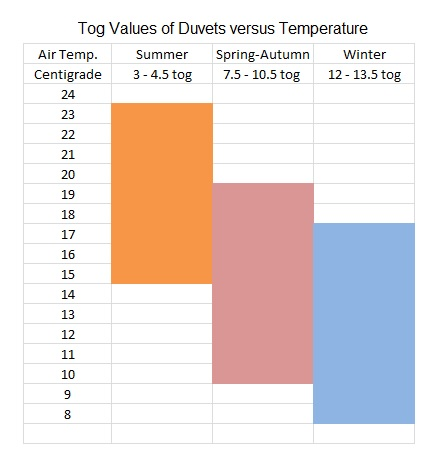
Cotes de confort des adultes en fonction de la température.

Le tog est une unité de mesure de l'isolation thermique d'une unité de surface, également appelée « résistance thermique ». Elle est couramment utilisée dans l'industrie textile et est souvent mentionnée, par exemple, sur les couettes, les thibaudes, et les gigoteuses (aussi appelées « turbulettes »).
Le Shirley Institute à Manchester, en Angleterre, a développé le tog comme une alternative à l'unité SI de m2 K W−1 plus facile à comprendre. Le nom vient du mot informel togs (en anglais) pour « vêtements », qui lui-même est probablement dérivé du mot toge (toga en latin), le vêtement romain. Le rétroacronyme « qualité globale thermique » (en anglais thermal overall grade) est également attesté.
L'unité de base du coefficient d'isolation est le RSI (1 m2 K W−1). 1 tog = 0,1 RSI. Il existe également une unité américaine de vêtements, le clo, équivalente à 0,155 RSI ou 1,55 tog, décrit dans ASTM D-1518.
Un tog vaut 0,1 m2 K W−1. Autrement dit, la résistance thermique en tog est égale à dix fois la différence de température (en °C) entre les deux surfaces d'un matériau, lorsque le flux de chaleur est égal à un watt par mètre carré.
Les couettes britanniques sont vendues par paliers de 1,5 tog, allant de 3,0 tog (été) à 16,5 tog (hiver). Les valeurs indiquées sont un minimum ; les valeurs réelles peuvent être jusqu'à 3 tog plus élevées. De plus, ces valeurs supposent qu’il n’y a pas de housse de couette ajoutée qui pourrait emprisonner l’air.
| Minimum              | 1,0 à 2,5 tog.   |
| Été                  | 3,0 à 4,5 tog.   |
| Printemps et automne | 7,5 à 10,5 tog.  |
| Hiver                | 12,0 à 13,5 tog. |

Quelques fabricants ont commercialisé des parures de couette combinées composées de deux couettes ; un d'environ 4,5 tog et un d'environ 9,0 tog. Ceux-ci peuvent être utilisés individuellement en été (4,5 tog) et printemps/automne (9,0 tog). Lorsqu'elles sont assemblées à l'aide de boutons de pression sur les bords ou de bandes Velcro sur chacun des coins, elles deviennent une couette d'hiver de 13,5 tog et peuvent donc être confectionnées pour s'adapter à toutes les saisons.

## Test
Lancé dans les années 1940 par le Shirley Institute, le Shirley Togmeter est l'appareil standard pour évaluer la résistance thermique des textiles, communément appelé le test « Tog ». Cet appareil, décrit dans BS 4745:2005, mesure un échantillon de textile :
- soit entre deux plaques métalliques (pour les sous-vêtements) ;
- soit entre une plaque métallique et l'air libre (pour les couches extérieures).

Chaque industrie a ses propres spécifications et méthodes de mesure des propriétés thermiques.